# Landkreis Mellrichstadt
Der Landkreis Mellrichstadt gehörte zum bayerischen Regierungsbezirk Unterfranken. Vor dem Beginn der bayerischen Gebietsreform am Anfang der 1970er Jahre umfasste der Landkreis 38 Gemeinden.

## Geographie

### Wichtige Orte
Die größten Orte waren Mellrichstadt, Fladungen und Nordheim.

### Nachbarkreise
Der Landkreis grenzte 1972 im Uhrzeigersinn im Norden beginnend an den Kreis Meiningen im Bezirk Suhl der Deutschen Demokratischen Republik, an die Landkreise Königshofen im Grabfeld und Bad Neustadt an der Saale (beide in Bayern) sowie an den Landkreis Fulda (in Hessen).

## Geschichte

### Bezirksamt
Das Bezirksamt Mellrichstadt folgte im Jahr 1862 dem flächengleichen Landgericht älterer Ordnung Mellrichstadt.

### Landkreis
Am 1. Januar 1939 wurde wie sonst überall im Deutschen Reich die Bezeichnung Landkreis eingeführt. So wurde aus dem Bezirksamt der Landkreis Mellrichstadt.
Im Juli 1945 wurden die Stadt Ostheim vor der Rhön sowie die Gemeinden Sondheim vor der Rhön, Stetten und Urspringen aus dem thüringischen Landkreis Meiningen in den Landkreis Mellrichstadt umgegliedert.
Am 1. Juli 1972 wurde der Landkreis Mellrichstadt im Zuge der Gebietsreform in Bayern mit dem ebenfalls aufgelösten Landkreis Königshofen im Grabfeld dem Landkreis Bad Neustadt an der Saale angegliedert. Am 1. Mai 1973 erhielt der neue Landkreis seine heutige Bezeichnung Landkreis Rhön-Grabfeld.

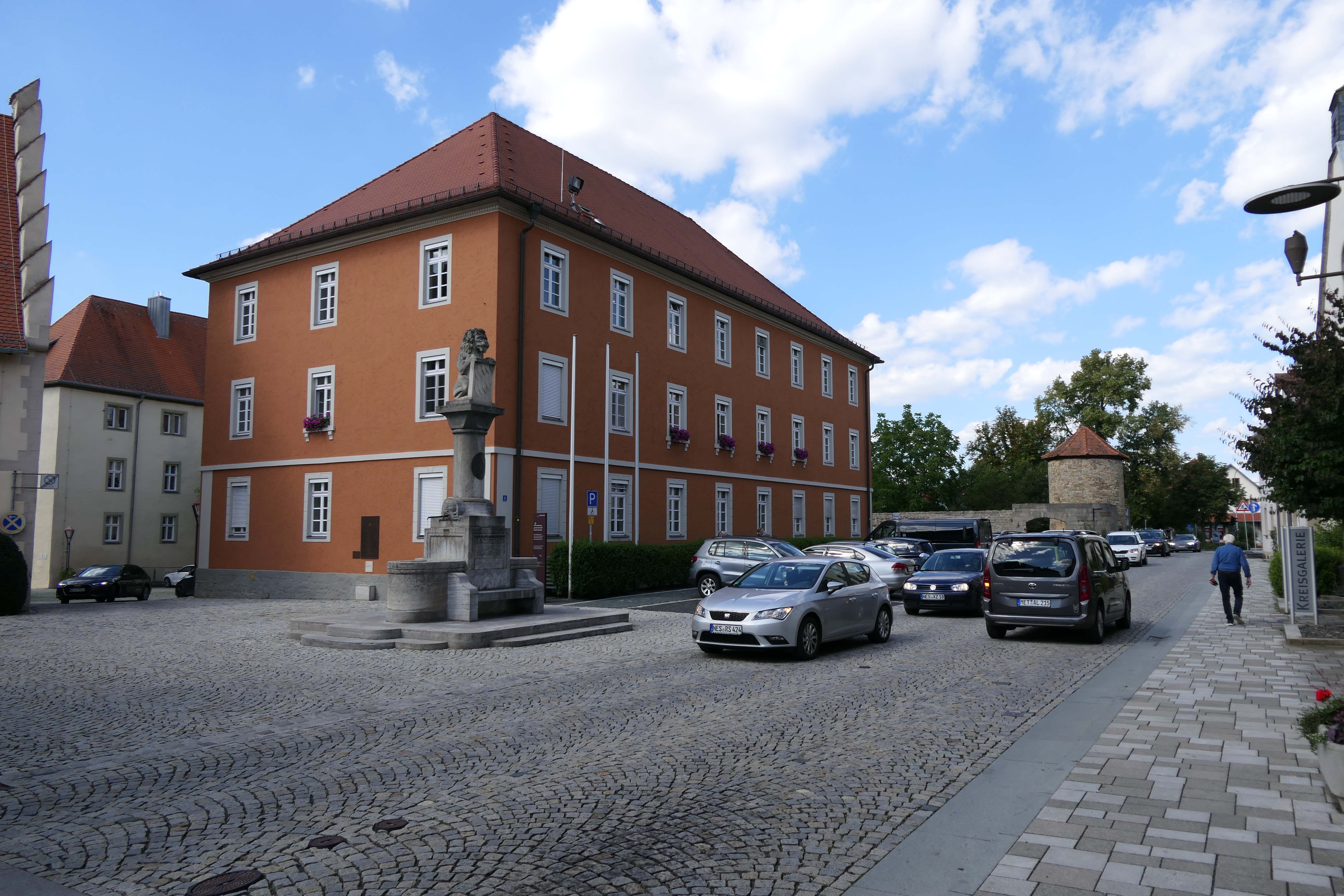
Ehem. Landratsamt in Mellrichstadt, jetzt VG Mellrichstadt

## Einwohnerentwicklung
| Jahr | Einwohner | Quelle |
| ---- | --------- | ------ |
| 1864 | 13.557    | [ 6 ]  |
| 1885 | 13.815    | [ 7 ]  |
| 1900 | 13.321    | [ 8 ]  |
| 1910 | 13.904    | [ 8 ]  |
| 1925 | 14.255    | [ 9 ]  |
| 1939 | 15.286    | [ 10 ] |
| 1950 | 24.222    | [ 11 ] |
| 1960 | 22.000    | [ 12 ] |
| 1971 | 23.400    | [ 13 ] |

## Gemeinden
Dem Landkreis gehörten bis zum Beginn der bayerischen Gebietsreform 38 Gemeinden an:

Landkreis Mellrichstadt, Gemeindegrenzenkarte von 1961

| - Bahra - Bastheim - Braidbach - Brüchs - Eußenhausen - Filke - Fladungen, Stadt - Frickenhausen - Hausen - Hendungen - Heufurt - Leubach - Mellrichstadt, Stadt | - Mittelstreu - Mühlfeld - Neustädtles - Nordheim vor der Rhön - Oberfladungen - Oberstreu - Oberwaldbehrungen - Ostheim vor der Rhön, Stadt - Rappershausen - Reyersbach - Rödles - Roßrieth - Roth | - Rüdenschwinden - Sands - Sondheim im Grabfeld - Sondheim vor der Rhön - Stetten - Stockheim - Unterwaldbehrungen - Urspringen - Völkershausen - Wechterswinkel - Weimarschmieden - Willmars |

## Kfz-Kennzeichen
Am 1. Juli 1956 wurde dem Landkreis bei der Einführung der bis heute gültigen Kfz-Kennzeichen das Unterscheidungszeichen MET zugewiesen. Es wurde bis zum 28. April 1973 ausgegeben. Seit dem 10. Juli 2013 ist es im Landkreis Rhön-Grabfeld erhältlich (Kennzeichenliberalisierung).